# Jean Lefèbvre
Joannes Baptista Lefèbvre, detto Jean (Anversa, 18 ottobre 1893 – ...), è stato un atleta belga.
Ha partecipato ai Giochi di Anversa 1920, gareggiando in vari eventi di atletica leggera.
Era il marito di Jeanne Van Kesteren.